# زایلونیک اسید
زایلونیک اسید (به انگلیسی: Xylonic acid) با فرمول شیمیایی C5H10O6 یک ترکیب شیمیایی با شناسه پاب‌کم 159087 است. که جرم مولی آن ۱۶۶٫۱۳ گرم بر مول می‌باشد. 